# Jean Metzinger
Jean Metzinger (Nantes, 1883 - París, 1956) va ser un pintor, tèoric i crític d'art francès.

## Biografia
El 1903 Metzinger va arribar a París per estudiar medicina, però va abandonar la carrera per a convertir-se en pintor. Després d'haver experimentat el neo-impressionisme i el fauvisme, es va dedicar a obres més personals (Retrat de Apollinaire, 1910).
Amic de Max Jacob i d'Apollinaire, es va convertir aviat en un habitual del Bateau Lavoir i es va encaminar cap a un cubisme analític ortodox (Nu, 1910).
Metzinger, gràcies al seu talent com escriptor, va ser un dels primers a realçar les pràctiques dels pintors de Montmartre, absents dels Salons. Així, en el seu article (Nota sobre la pintura, 1910) explica que Braque i Picasso s'havien despullat de la perspectiva tradicional i s'havien pres la llibertat de girar al voltant dels objectes, la qual cosa li permetia parlar, per primera vegada de totalitat.
Acusat de plagi per la crítica, el 1911 va decidir lliurar-se de la influència excessiva dels pioners de l'avantguarda i es va dedicar a pintar obres més originals (El Berenar, 1911).
Posteriorment començaria una frase més analítica, amb un estudi més complex del tema, al que presentava sota diferents angles (La ploma groga, 1912). A partir de 1914, mantindria aquest estil de manera més simplificada (Dona i guitarra). Per la fragmentació dels objectes i la seva voluntat de mostrar-los en diverses cares mitjançant el gir del plànol visual sobre un eix, l'art de Metzinger està clarament emparentat amb el cubisme dels primers temps (1908-1910). Però per la seva preocupació per l'anècdota i pel seu sistema d'il·luminació clàssic, pertany també a l'art tradicional (Les banyistes, 1913). En aquest aspecte, es troba pròxim al seu amic Albert Gleizes, amb el qual va escriure el llibre Sobre el cubisme.